# Université municipale de Hong Kong
L'université municipale de Hong Kong (en anglais, City University of Hong Kong) est une université fondée en 1984 et située sur la presqu'île de Kowloon à Hong Kong. En 2022, elle se positionne 53e dans le classement mondial. Le nombre d'élèves est passé de moins de 800 à plus de 20 000 élèves entre l'année de sa fondation et 2008. 

## Organisations des formations

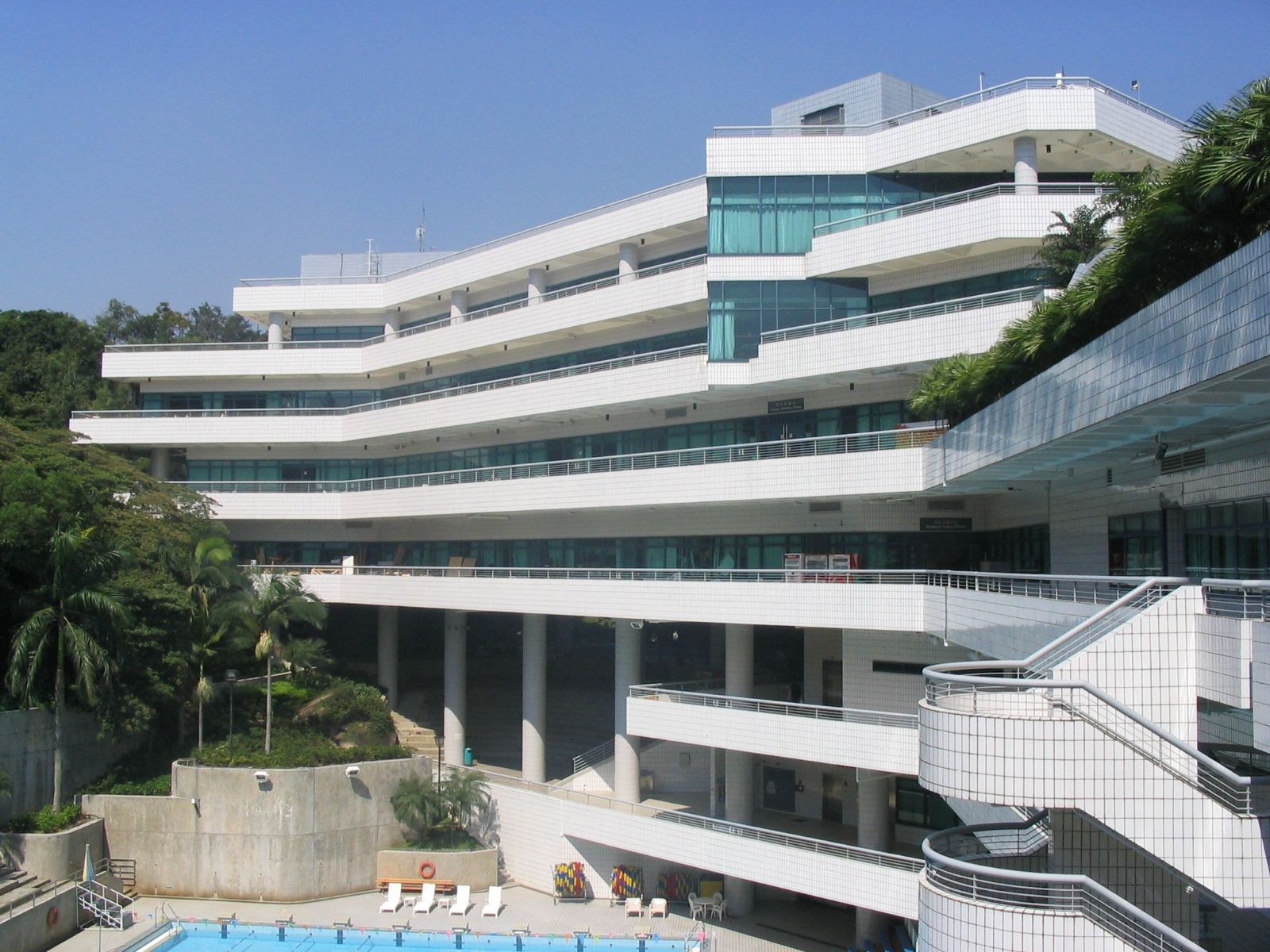
Amenities Building of CityU

| Faculty of Business                                    | Départements:  |  | comptabilité Economie et Finance Information Systems Management Management Sciences Marketing |
| Faculty of Humanities and Social Sciences              | Départements : |  | Applied Social Studies Asian and International Studies Chinois, Traduction et Linguistique anglais et Communication Public and Social Administration                                             |
| Faculté des Sciences et Ingénierie                     | Départements : |  | Biologie et Chimie bâtiment et Construction Science des ordinateurs ingénierie électronique Manufacturing Engineering and Engineering Management Mathématiques Physique et science des matériaux |
| School of Creative Media                               |                |  | |
| École de droit                                         |                |  | |
| Chow Yei Ching School of Graduate Studies              |                |  | |
| Division des Sciences du bâtiment et de la technologie |                |  | |
| Collège communautaire de la cité universitaire         | Divisions :    |  | Commerce Computer Studies Language Studies Social Studies |